# Parque zoológico de Tirana
El Parque zoológico de Tirana (en albanés: Parku Zoologjik i Tiranës) es un zoológico en Tirana, la capital del país europeo de Albania. Fue establecido en 1966. El 14 de abril de 2006, se llevó a cabo en los Países Bajos una reunión de los albaneses y los holandeses para crear un plan de acción para el zoológico para los próximos dos años.
Es el único zoológico en Albania regido por el gobierno local (municipio de Tirana). Los animales que figuran en el zoológico incluyen dos osos, dos leones, seis llamas, un águila (el símbolo nacional de Albania), monos, zorros, cuatro lobos y varios cisnes. Se encuentra ubicado en el Parque Verde de Tirana. El zoológico sufre de una falta de personal cualificado, y algunos visitantes se quejan de las condiciones en que viven los animales del zoológico En promedio, 300 personas visitan el zoo cada semana.